# Phantom (musical)
Phantom è un musical di Arthur Kopit (libretto) e Maury Yeston (musiche), tratto dal romanzo di Gaston Leroux.
Scritta da Kopit nei primi anni ottanta, la piece originale è rimasta nel cassetto per anni a causa della schiacciante concorrenza dello spettacolo di Andrew Lloyd Webber.
In seguito ad una fortunata versione televisiva diretta da Tony Richardson sceneggiata da Kopit a partire dal suo lavoro teatrale, il produttore Goffrey Holder decide di portare lo spettacolo in scena con le musiche di Kopit, reintitolandolo semplicemente Phantom (per distinguerlo dalla versione di Lloyd Webber).
Presentato a Houston nel 1991 e, in un nuovo allestimento, a Seattle e in altre città degli USA, ha riscosso un certo successo sia in America che all'estero (in particolare in Germania, dove ha ottenuto risultati paragonabili a quelli della locale versione di Lloyd Webber; e, recentemente, in un'importante produzione giapponese ).

## Canzoni
Atto I
1. Overture
2. Melodie de Paris – Christine, Philippe e Coro
3. Paris Is a Tomb (Parigi è una tomba) – Erik
4. Dressing for the Night (Preparandosi per la notte) – Carlotta, Carriere e Coro
5. Where in the World (Dove nel mondo)– Erik
6. This Place Is Mine (Questo posto è mio)– Carlotta
7. Home (A casa) – Christine e Erik
8. The Music Lessons/Phantom Fugue (Lezione di canto/ La Fuga Fantasma)– Christine, Erik, Carriere, Philippe e Coro
9. You Are Music (Tu sei Musica) – Erik e Christine
10. The Bistro: Sing, Can You Sing?/Paris Is A Lark/Melodie de Paris (Cantare, sai cantare?/Parigi è uno scherzo/Melodie de Paris) Carlotta, Christine e Coro
11. Who Could Ever Have Dreamed Up You? (Chi potrebbe mai averti sognata?) - Philippe eChristine
12. Dressing for the Night (Reprise)
13. This Place Is Mine (Reprise)
14. Titania's Entrance (L'entrata di Titania)
15. Where in the World (Reprise)

Act II
1. Entr'acte
2. Without Your Music (Senza la tua musica) – Erik
3. Where In The World (Reprise)
4. The Story of Erik (La storia di Erik)
5. My True Love (Il mio vero amore) – Christine
6. My Mother Bore Me (Mia madre mi ha cresciuto) – Erik
7. You Are My Own (Tu sei parte di me) – Erik e Carriere
8. Finale: You Are Music (Reprise) – Christine

## Cast
Phantom: Richard White
Christine Daaé: Glory Crampton
Conte Philippe de Chandon: Paul Schoeffler
Gérard Carrière: Jack Dabdoub
Alaine Cholet (il nuovo proprietario del teatro): Lyle Garrett
Carlotta: Patty Allison (sostituita da Meg Bussert per l'incisione)
Joseph Buquet: Allen Kendall
Ispettore Ledoux: James Van Treuren